# Militär-Sanitätskreuz

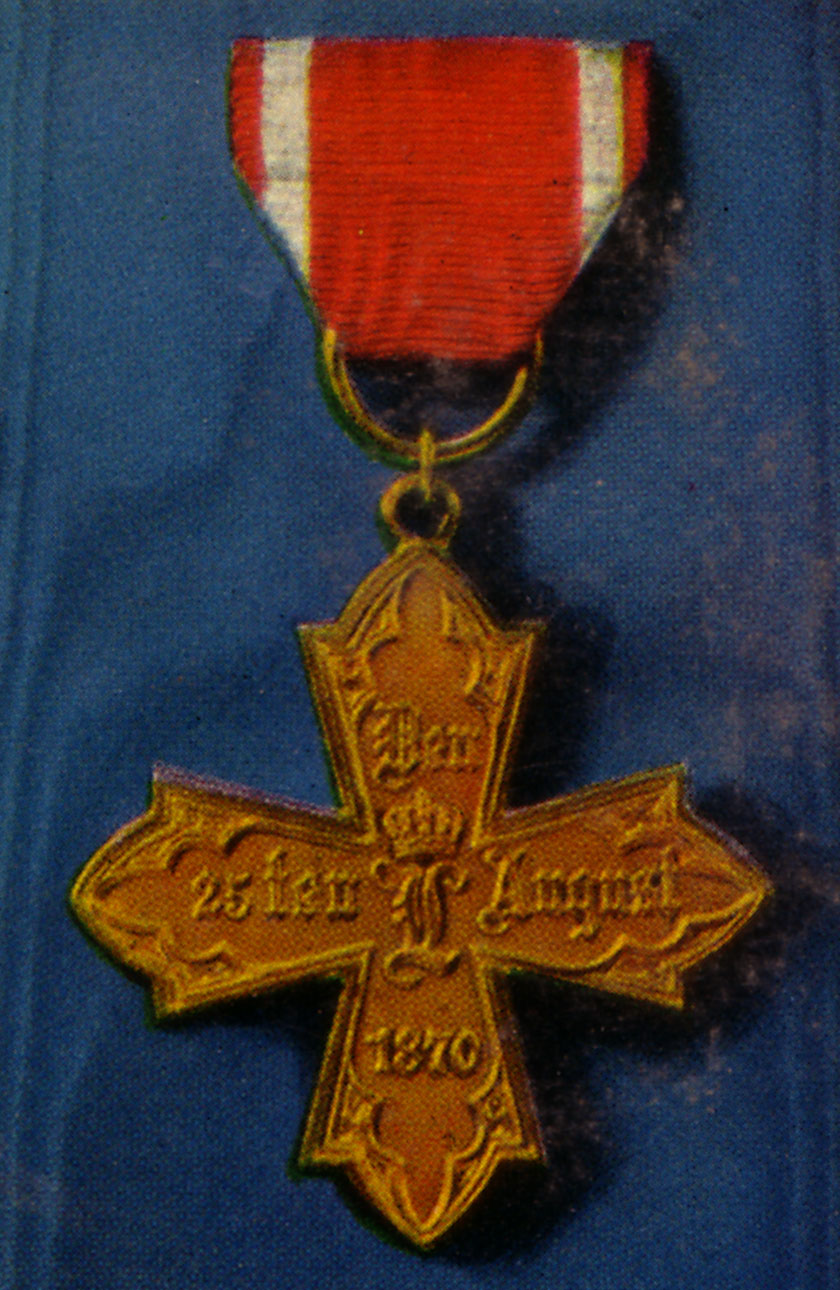
Militär-Sanitätskreuz (1870)

Das Militär-Sanitätskreuz wurde am 25. August 1870 durch Großherzog Ludwig III. von Hessen aus Anlass des Krieges gegen Frankreich gestiftet und konnte an Frauen und Männer verliehen werden, die sich auf dem Gebiet des Sanitätswesens, bei der Pflege und dem Transport verwundeter und kranker Soldaten verdient gemacht hatten.

## Ordenszeichen
Die Auszeichnung, die aus nur einer Klasse bestand, ist ein aus vergoldeter Bronze gefertigtes Kreuz. Auf der Vorderseite ist der Schriftzug Für / Pflege der / Soldaten / 1870 und auf der Rückseite  Den / 25ten / August / 1870, sowie mittig die von einer Krone überragte Initiale L (Ludwig) zu sehen. Das Design ist dem Stil der Zeit entsprechend neugotisch und damit eher selten, bei hessischen Orden einmalig, wobei auch die Prägung der hessischen Ordenschatullen im späten 19. Jahrhundert teilweise solche Gestaltungsmerkmale aufwies.

Hessen Militär-Sanitätskreuz 1870 mit Bandspange 1914 (OEK936 Band#220)

Getragen wurde die Auszeichnung an einem ponceaurot Band mit zwei silbernen Bordstreifen auf der linken Brust, von Frauen an der Damenschleife.
Nach Ausbruch des Ersten Weltkriegs reaktivierte Großherzog Ernst Ludwig am 12. August 1914 den Orden. Er behielt die Statuten bei und schuf für bisherige Inhaber, die sich erneut ausgezeichnet hatten, eine Spange mit der Jahreszahl 1914, die auf dem Ordensband angebracht wurde. Neu mit dem Orden ausgezeichnete Personen erhielten die Auszeichnung mit der geänderten Zweckinschrift  Für / Pflege der / Soldaten / 1914. Sanitätsoffiziere, Unteroffiziere und Mannschaften erhielten das Kreuz am sogenannten Kriegsband, alle anderen am herkömmlichen Band von 1870.
Aufgrund der herrschenden Rohstoffknappheit erfolgte die Fertigung des Ordenszeichens ab Januar 1918 verkupfert aus einer Zinklegierung.

## Verleihungsstatistik

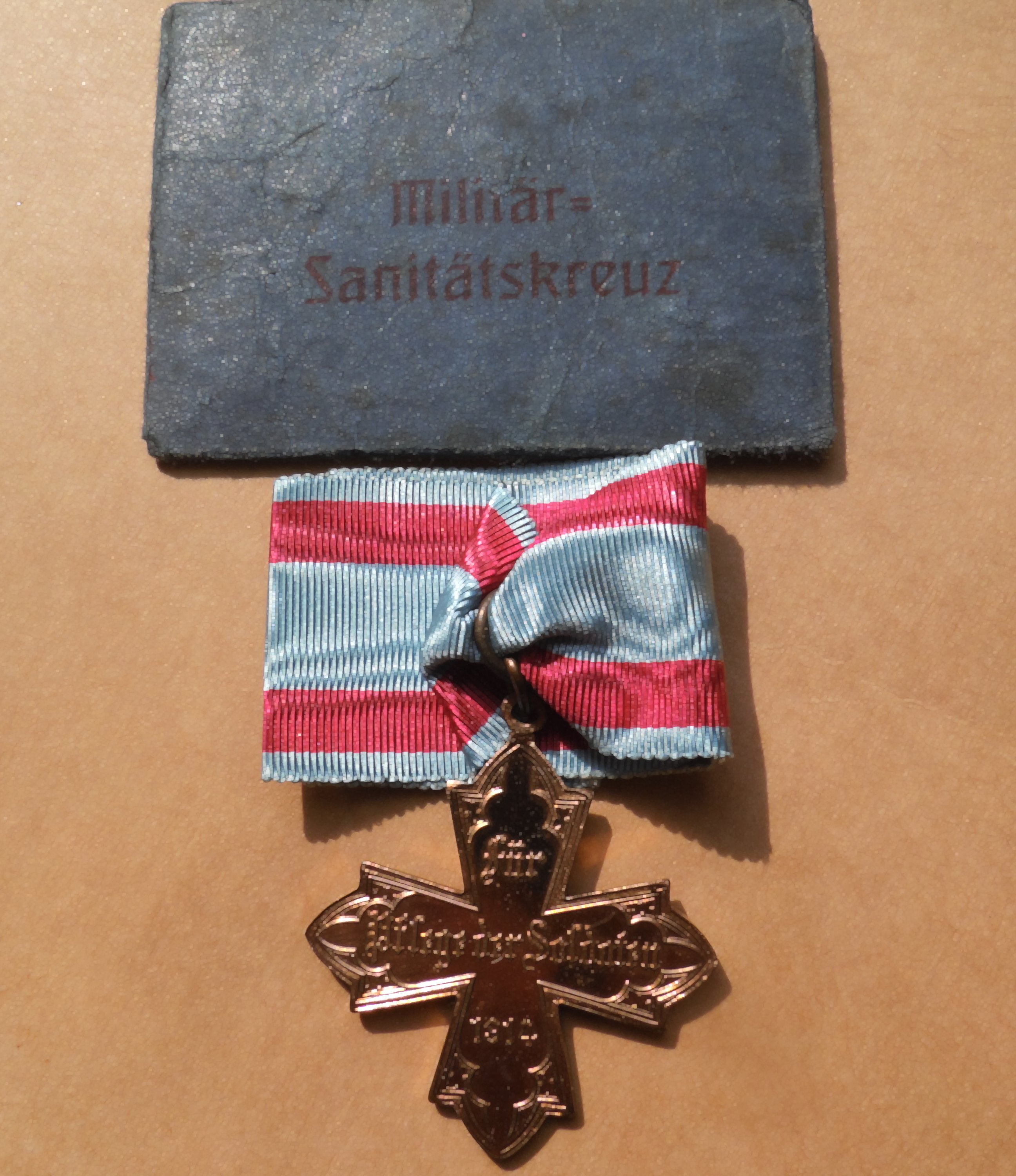
Hessen Militär-Sanitätskreuz (1914) am Kriegsband #212 mit Verleihungstüte

Laut der Fachliteratur lassen sich 911 Verleihungen nachweisen. Die Auswertung aller großherzoglich hessischen Amtsdruckschriften ergibt jedoch einen leicht abweichenden Befund. Zunächst wurden die Verleihungen zusammenfassend – aber lediglich für die Verleihungen an Militärpersonen – im Großherzoglich Hessischen Militär-Verordnungsblatt für das Jahr 1871 und dann im „Großherzoglich Hessischen Regierungsblatt“ (GHR) der Jahrgänge 1871 und 1872 publiziert. Eine erste Zusammenstellung aller Verleihungen bis zur Mitte des Jahres 1874 findet sich dann im Verzeichnis der mit Großherzoglich Hessischen Orden und Ehrenzeichen dekorierten Personen. Hier erfolgte auch die einmalige Angabe der ausgeschriebenen Vornamen der Träger. Ferner wurden die Verleihungen noch im Hof- und Staatshandbuch des Großherzogthums Hessen für das Jahr 1878 und abschließend bzw. zuletzt im Hof- und Staatshandbuch des Großherzogthums Hessen aus dem Jahr 1879 veröffentlicht. Demnach lassen sich offiziell und amtlich veröffentlicht insgesamt 898 Verleihungen des Militär-Sanitätskreuzes nachweisen, die im Zeitraum von 1871 bis 1876 erfolgten. Dabei sind insgesamt 37 Verleihungstermine belegt, die mit dem 30. Januar 1871 einsetzen und am 23. Dezember 1876 ihren Abschluss finden. Die meisten Verleihungen fanden jedoch an zwei Terminen statt. So wurden allein am 22. Juni 1871 nicht weniger als 386 und am 8. Mai 1872 nochmals 323 Kreuze verliehen. Bemerkenswert ist dabei der hohe Anteil von Frauen (265 Kreuze, 29 %) unter den 898 Verleihungen.
Eine ausführliche und mit biographischen Angaben zu den Trägern versehene Verleihungsliste wurde von Lars Adler erarbeitet.

Hessen Dienstauszeichnungskreuz für Krankenpflege (OEK923ff Band#220)

## Dienstauszeichnungskreuz für Krankenpflege (1891–1918)
Im Jahre 1891 wurde dem Militärsanitätskreuz ein „Dienstauszeichnungskreuz für Krankenpflege“ beigestellt, das für langjährige Krankenpflegedienste in Friedenszeiten gestiftet wurde.
Das Kreuz zeigte dasselbe Avers wie das Militärverdienstkreuz von 1870 und wurde aus vergoldetem Silber, ab 1906 in Bronze vergoldet gefertigt. Auf dem Revers war auf den Querarmen der Name der beliehenen Person eingraviert, darüber die Dienstjahreszahl, im unteren Kreuzarm das Jahr der Verleihung. Es sind aus der Zeit vor 1919 Exemplare für 15, 20 und 25 Dienstjahre, sowie solche ohne Zahl überliefert. Getragen wurde diese Dienstauszeichnung am gleichen Band #220 wie das Militärsanitätskreuz von 1870.
Das auf der Abbildung rechts gezeigte Kreuz ist insofern eigentümlich, da es behauptet, 1922 für 22 Dienstjahre verliehen worden zu sein. Ob diese Verleihung durch den hessischen Staat oder das ehemals regierende Haus Hessen (das 1933 noch einmal eine Erinnerungsmedaille für das österreichische Infanterieregiment No.14 emittierte) erfolgte, ist nicht geklärt. Im Volksstaat Hessen gab es nach 1918 kein Ehrenzeichen für Krankenpflege, und so hat man sich offenkundig mit diesem eigentlich obsoleten Kreuz beholfen.